# Satrap

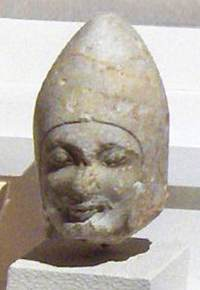
Đầu đá này được cho là khắc họa chân dung một vị satrap của xứ Herakleia thuộc Đế chế Achaemenes vùng Tiểu Á, cuối thế kỷ thứ 6 trước Công nguyên, có lẽ dưới triều Darius I.

Satrap là một chức quan thống lĩnh một tỉnh của Đế chế Achaemenes (Ba Tư) và một số triều đại kế tục. Có thể hiểu satrap là một vị tổng trấn, một vị tỉnh trưởng dưới quyền nhà vua, được trao quyền tự trị nhất định.

## Từ nguyên
Thuật ngữ satrap bắt nguồn từ tiếng Latin satrapes, xa hơn là từ tiếng Hi Lạp satrápēs (σατράπης), nguyên thủy là từ tiếng Iran cổ *xšaθra-pā/ă-. Trong tiếng Ba Tư cổ (vốn là bản ngữ của người Achaemenes), từ này được viết là xšaçapāvan (𐎧𐏁𐏂𐎱𐎠𐎺𐎠, tạm dịch là "quan trấn thủ một tỉnh"). Tiếng Media viết là *xšaθrapāwan-. Từ này cùng nguồn gốc với từ kṣatrapa (क्षत्रपम्) trong tiếng Phạn.
Tiếng Parthia (ngôn ngữ của Đế chế Arsacid) và tiếng Ba Tư trung đại (ngôn ngữ của Đế chế Sasan) viết lần lượt là šahrab và šasab.
Trong tiếng Ba Tư hiện đại, thuật ngữ xšaθrapāvan biến thành shahrbān (شهربان), nhưng do các âm tiết đã chuyển dịch ngữ nghĩa nên từ này lại có nghĩa "người cai quản thị trấn" (trong đó: shahr [شهر ] nghĩa là "thị trấn" còn bān [بان ] nghĩa là "người trông coi").